# Joseph Mégard

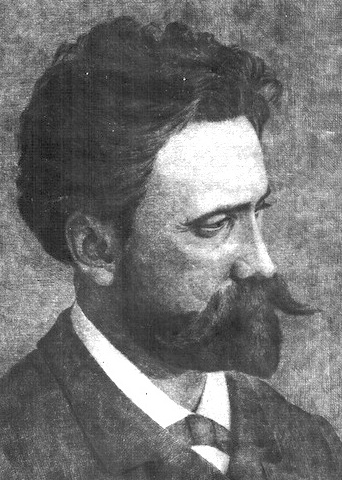
Joseph Mégard: Selbstporträt (1891)

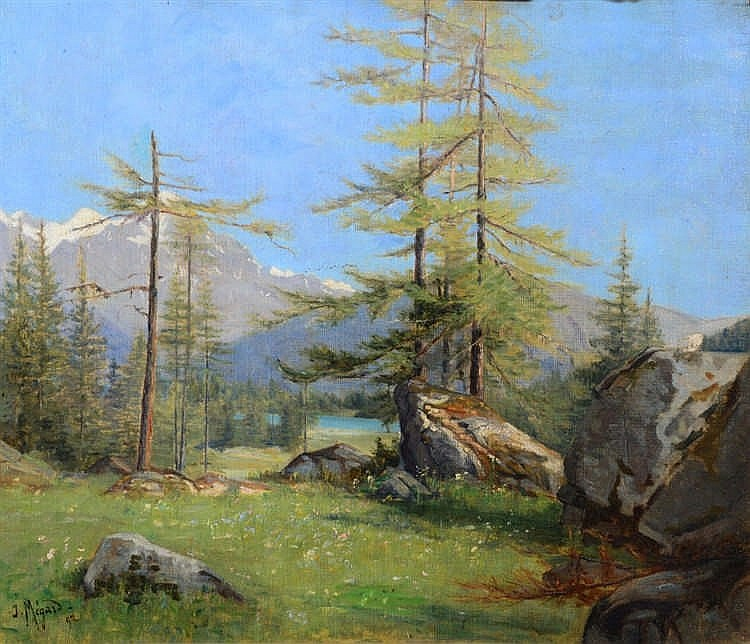
Joseph Mégard: Eine Alpenlandschaft (1892)

Joseph Mégard (* 16. November 1850 in Carouge bei Genf; † 26. Januar 1918 in Plainpalais bei Genf) war ein Schweizer Landschaftsmaler und Radierer.
Er wurde als das dritte von acht Kindern des Guillocheurs Jacques Mégard und der Kellnerin Marie geb. Chardon geboren. Sein Bruder Claude Henri Mégard war Juwelier und Goldschmied. Joseph heiratete Caroline Sadoux, eine Lehrerin. Sie hatten eine Tochter, Juliette Adèle Mégard, Pianistin.
Joseph Mégard erhielt seinen ersten Malunterricht in der örtlichen Schule beim Maler Daniel Gevril (1803–1875). Nach dem Schulabschluss kam er in die Gravierwerkstatt von Jean-Pierre Charlier. Dem Rat des Malers Marcellin Desboutin folgend, erlernte er die Kunst der Kaltnadelradierung, dann beschäftigte er sich mit der Ätzradierung. Daneben malte er in Öl und Aquarell. Er errichtete ein Atelier in Plainpalais. Er schuf Radierungen mit Ansichten der Stadt Genf und deren Umgebung und malte auch grossformatige Landschaftsbilder. Er unternahm Studienreisen innerhalb der Schweiz, besuchte auch Algerien und Tunesien.